# Cofrogliptin
 (janvier 2025).
Le Cofrogliptin (développé sous le nom de code HSK7653) est un inhibiteur de la dipeptidyl peptidase-4 (DPP-4) à action prolongée, administré par voie orale une fois toutes les deux semaines. Il est utilisé dans le traitement du diabète de type 2. Le cofrogliptin a été évalué dans le cadre d'essais cliniques en Chine, où il a démontré une efficacité significative dans le contrôle glycémique chez les patients atteints de DT2, avec un profil de sécurité favorable.